# Hesheng (sockenhuvudort i Kina, Zhejiang Sheng, lat 28,38, long 120,83)
Hesheng (kinesiska: 鹤盛, 鹤盛乡) är en sockenhuvudort i Kina. Den ligger i provinsen Zhejiang, i den östra delen av landet, omkring 220 kilometer söder om provinshuvudstaden Hangzhou. Antalet invånare är 5 669. Befolkningen består av 2 680 kvinnor och 2 989 män. Barn under 15 år utgör 18,0 %, vuxna 15-64 år 60 %, och äldre över 65 år 20,0 %.
Runt Hesheng är det tätbefolkat, med 276 invånare per kvadratkilometer. Närmaste större samhälle är Fenglin, 9,2 km sydväst om Hesheng. I omgivningarna runt Hesheng växer i huvudsak blandskog.
Genomsnittlig årsnederbörd är 2 185 millimeter. Den regnigaste månaden är juni, med i genomsnitt 368 mm nederbörd, och den torraste är januari, med 71 mm nederbörd.